# Tyrimmas
Tyrimmas a fost un rege al Macedoniei de la aproximativ 750 î.Hr. și 700 î.Hr..